# Basílio Quaresma Torreão
Basílio Quaresma Torreão (Olinda, 1787 — Rio de Janeiro, 1867) foi um político brasileiro.
Foi presidente das províncias do Rio Grande do Norte, de 31 de julho de 1833 a 1 de maio de 1836, e da Paraíba, de 20 de maio de 1836 a 3 de março de 1838.